# Said Nurmagomedov
Said Nurmagomedov (Majachkalá, Daguestán, Rusia, 5 de abril de 1992) es un artista marcial mixto ruso que compite en la división de peso gallo de Ultimate Fighting Championship.

## Carrera en las artes marciales mixtas

### Inicios
Hizo su debut profesional en MMA en 2009 en el World Ultimate Full Contact 15, enfrentándose al invicto Oscar Nave (4-0). Ganó el combate por sumisión en el primer asalto. Después de una pausa de tres años, regresó en 2012 en Vale Tudo 3 para luchar contra el debutante Jolon Uulu Jayloobay. Ganó el combate por sumisión en el primer asalto. Volvió en 2013 para recibir a otro debutante, Akhmed Sarapov, en la Liga Kavkaz - Battle in Khiv 1. Ganó el combate por KO en el primer asalto.
En 2014 firmó con Absolute Championship Berkut, siendo su primer combate contra el experimentado Asulan Toktarbaev, en el Grand Prix ACB 1 de peso gallo. Ganó el combate por decisión unánime. En la siguiente ronda del Grand Prix de peso gallo, en ACB 4, se enfrentó a Magomed-Emin Khazhgeriev, ganando de nuevo por decisión unánime. En el penúltimo combate del Grand Prix, en ACB 7, se enfrentó al invicto alemán Barsegyan. Ganó el combate por TKO en el primer asalto. En la final del Grand Prix, se enfrentó al invicto Magomed Bibulatov, perdiendo el combate por decisión unánime.
Dos años más tarde pasaría a World Fighting Championship Akhmat, y su primer combate fue contra el veterano Diego Marlon, ganando por decisión unánime. En WFCA 22 se enfrentaría a Walter Pereira Jr, ganando por decisión unánime. Se enfrentó a Abdul-Rakhman Dudaev por el vacante Campeonato de Peso Gallo de la AFC en WFA 30. Ganó el combate por decisión unánime y ganó el Campeonato de Peso Gallo de la AFC. Se enfrentó a Anderson dos Santos en WFCA 35. Ganó el combate por sumisión en el primer asalto. En su último combate con World Fighting Championship Akhmat derrotó a Luis Nogueira por decisión unánime en WFC 42.

### Ultimate Fighting Championship

#### 2018
Nurmagomedov debutó en la UFC contra Justin Scoggins el 14 de julio de 2018 en UFC Fight Night: dos Santos vs. Ivanov. Ganó la pelea por decisión dividida.

#### 2019
Nurmagomedov enfrentó a Ricardo Ramos el 2 de febrero de 2019 en UFC Fight Night: Assunção vs. Moraes 2. Ganó la pelea por TKO en el primer asalto.
Nurmagomedov enfrentó a Raoni Barcelos el 21 de diciembre de 2019 en UFC Fight Night: Edgar vs. The Korean Zombie. Perdió la pelea por decisión unánime.

#### 2020
Nurmagomedov enfrentó a Mark Striegl el 18 de octubre de 2020 en UFC Fight Night: Ortega vs. The Korean Zombie. Ganó la pelea por KO en el primer asalto.

#### 2021
Nurmagomedov está programado para enfrentar a Jack Shore el 4 de septiembre de 2021 en UFC Fight Night: Brunson vs. Till. Sin embargo, fue retirado del evento por problemas de visa y fue sustituido por Liudvik Sholinian.

#### 2022
Nurmagomedov enfrentó a Cody Stamann el 22 de enero de 2022 en UFC 270. Ganó el combate por sumisión en el primer asalto. Esta victoria le valió el premio a la Actuación de la Noche.
Nurmagomedov enfrentó a Douglas Silva de Andrade el 9 de julio de 2022 en UFC on ESPN: dos Anjos vs. Fiziev. Ganó la plea por decisión unánime.
Nurmagomedov enfrentó a Saidyokub Kakhramonov el 17 de diciembre de 2022, en UFC Fight Night 216. Ganó la pelea por sumisión en el primer asalto.

#### 2023
Nurmagomedov enfrentó a Jonathan Martinez el 11 de marzo de 2023, en UFC Fight Night 221. Perdió la pelea por decisión unánime. 13 de 17 medios especializados le dieron la pelea a Nurmagomedov.
Nurmagomedov estaba programado para enfrentar a Kyler Phillips el 5 de agosto de 2023, en UFC on ESPN 50. Sin embargo, se retiró de la pelea por razones no reveladas y fue reemplazado por Raoni Barcelos.
Nurmagomedov enfrentó a Muin Gafurov el 21 de octubre de 2023, em UFC 294. Ganó la pelea por sumisión en el primer asalto. Esta pelea lo hizo merecedor de su segundo premio de Actuación de la Noche.

#### 2024
Nurmagomedov estaba programado para enfrentar a Montel Jackson el 22 de junio de 2024, at UFC on ABC 6. Sin embargo, Nurmagomedov se retiró de la pelea por razones no reveladas y fue reemplazado por Farid Basharat.
Nurmagomedov está programado para enfrentar a Daniel Santos el 26 de octubre de 2024, en UFC 308.

## Campeonatos y logros
- Ultimate Fighting Championship
  - Actuación de la Noche (Dos veces) vs. Cody Stamann y Muin Gafurov[29][40]
- World Fighting Championship Akhmat
  - Campeonato de Peso Gallo de World Fighting Championship Akhmat (Una vez)
- MMAjunkie.com
  - Sumisión del mes de enero de 2022 (vs. Cody Stamann)[44]

## Récord en artes marciales mixtas
| Récord profesional | Récord profesional | Récord profesional |
| 2 peleas           | 18 victorias       | 5 derrotas         |
| ------------------ | ------------------ | ------------------ |
| Nocaut             | 4                  | 0                  |
| Sumisión           | 6                  | 0                  |
| Decisión           | 8                  | 5                  |

| Resultado | Récord | Oponente                 | Método                                  | Evento                                        | Fecha                    | Ronda | Tiempo | Localización           | Notas                                                                   |
| --------- | ------ | ------------------------ | --------------------------------------- | --------------------------------------------- | ------------------------ | ----- | ------ | ---------------------- | ----------------------------------------------------------------------- |
| Derrota   | 18-5   | Bryce Mitchell           | Decisión (unánime)                      | UFC Fight Night Whittaker Vs Ridder           | 26 de julio de 2025      | 3     | 5:00   | Emiratos Árabes Unidos |                                                                         |
| Derrota   | 18 – 4 | Vinicius Oliveira        | Decisión (unánime)                      | UFC Fight Night: Adesanya vs. Imavov          | 1 de febrero de 2025     | 3     | 5:00   | Riad                   |                                                                         |
| Victoria  | 18–3   | Muin Gafurov             | Sumisión (guillotine choke)             | UFC 294                                       | 21 de octubre de 2023    | 1     | 1:13   | Abu Dhabi              | Actuación de la Noche.                                                  |
| Derrota   | 17–3   | Jonathan Martinez        | Decision (unánime)                      | UFC Fight Night: Yan vs. Dvalishvili          | 11 de marzo de 2023      | 3     | 5:00   | Las Vegas, Nevada      |                                                                         |
| Victoria  | 17–2   | Saidyokub Kakhramonov    | Sumisión (ninja choke)                  | UFC Fight Night: Cannonier vs. Strickland     | 17 de diciembre de 2022  | 2     | 3:50   | Las Vegas, Nevada      |                                                                         |
| Victoria  | 16–2   | Douglas Silva de Andrade | Decisión (unánime)                      | UFC on ESPN: dos Anjos vs. Fiziev             | 9 de julio de 2022       | 3     | 5:00   | Las Vegas, Nevada      |                                                                         |
| Victoria  | 15–2   | Cody Stamann             | Sumisión (guillotine choke)             | UFC 270                                       | 22 de enero de 2022      | 1     | 0:47   | Anaheim, California    | Actuación de la Noche.                                                  |
| Victoria  | 14–2   | Mark Striegl             | KO (golpes)                             | UFC Fight Night: Ortega vs. The Korean Zombie | 18 de octubre de 2020    | 1     | 0:51   | Abu Dhabi              |                                                                         |
| Derrota   | 13–2   | Raoni Barcelos           | Decisión (unánime)                      | UFC Fight Night: Edgar vs. The Korean Zombie  | 21 de diciembre de 2019  | 3     | 5:00   | Busan                  |                                                                         |
| Victoria  | 13–1   | Ricardo Ramos            | TKO (patada giratoria trasera y golpes) | UFC Fight Night: Assunção vs. Moraes 2        | 2 de febrero de 2019     | 1     | 2:28   | Fortaleza              |                                                                         |
| Victoria  | 12–1   | Justin Scoggins          | Decisión (dividida)                     | UFC Fight Night: dos Santos vs. Ivanov        | 14 de julio de 2018      | 3     | 5:00   | Boise, Idaho           | Pelea en peso pluma.                                                    |
| Victoria  | 11–1   | Luis Nogueira            | Decisión (unánime)                      | WFCA 42                                       | 27 de septiembre de 2017 | 3     | 5:00   | Moscú                  |                                                                         |
| Victoria  | 10–1   | Anderson dos Santos      | Sumisión (guillotine choke)             | WFCA 35                                       | 1 de abril de 2017       | 1     | 1:52   | Nur-sultán             |                                                                         |
| Victoria  | 9–1    | Abdul-Rakhman Dudaev     | Decisión (unánime)                      | WFCA 30                                       | 4 de octubre de 2016     | 5     | 5:00   | Grozni                 | Por el Campeonato Vacante de Peso Gallo de AFC.                         |
| Victoria  | 8–1    | Walter Pereira Jr.       | Decisión (unánime)                      | WFCA 22                                       | 22 de mayo de 2016       | 3     | 5:00   | Grozni                 |                                                                         |
| Victoria  | 7–1    | Diego Marlon             | Decisión (unánime)                      | WFCA 16                                       | 12 de mayo de 2016       | 3     | 5:00   | Grozni                 |                                                                         |
| Derrota   | 6–1    | Magomed Bibulatov        | Decisión (unánime)                      | ACB 9: Grand Prix Berkut                      | 22 de junio de 2014      | 3     | 5:00   | Grozni                 | Final del Grand Prix de Peso Gallo de ACB.                              |
| Victoria  | 6–0    | German Barsegyan         | TKO (parada médica)                     | ACB 7: Grand Prix Berkut                      | 18 de mayo de 2014       | 1     | 1:50   | Grozni                 | Semifinal del Grand Prix de Peso Gallo de ACB.                          |
| Victoria  | 5–0    | Magomed-Emin Hazhgeriev  | Decisión (unánime)                      | ACB 4: Grand Prix Berkut                      | 30 de marzo de 2014      | 2     | 5:00   | Grozni                 | Cuartos de final del Grand Prix de Peso Gallo de ACB.                   |
| Victoria  | 4–0    | Aslan Toktarbaev         | Decisión (unánime)                      | ACB 1: Grand Prix Berkut                      | 2 de marzo de 2014       | 2     | 5:00   | Grozni                 | Debut en peso gallo. Primera Ronda del Grand Prix de Peso Gallo de ACB. |
| Victoria  | 3–0    | Akhmed Sarapov           | KO (puñetazo)                           | Liga Kavkaz: Battle in Khiv 1                 | 15 de agosto de 2013     | 1     | 4:40   | Khiv                   |                                                                         |
| Victoria  | 2–0    | Jolon Uulu Jayloobay     | Sumisión (armbar)                       | Vale Tudo 3                                   | 12 de mayo de 2013       | 1     | 1:35   | Moscú                  |                                                                         |
| Victoria  | 1–0    | Oscar Nave               | Sumisión (armbar)                       | World Ultimate Full Contact 15                | 22 de agosto de 2009     | 1     | 2:03   | Viseu                  |                                                                         |